# Fakulteta za fiziko in astronomijo v Würzburgu
Fakulteta za fiziko in astronomijo v Würzburgu (nemško Fakultät für Physik und Astronomie) je fakulteta, ki deluje v okviru Univerze v Würzburgu.